# Саборсько
44°59′ пн. ш. 15°28′ сх. д. / 44.98° пн. ш. 15.47° сх. д.
Саборсько (хорв. Saborsko) – громада і населений пункт в Карловацькій жупанії Хорватії.

## Населення
Населення громади за даними перепису 2011 року становило 632 осіб, 1 з яких назвали рідною українську мову. Населення самого поселення становило 462 осіб.
Динаміка чисельності населення громади:
Динаміка чисельності населення центру громади:

## Населені пункти
Крім поселення Саборсько, до громади також входять:
- Беговаць
- Блата
- Лицька Єсениця